# 深圳风鹏足球俱乐部
深圳风鹏足球俱乐部是一家位于中国广东省深圳市的足球俱乐部。现在是中国足球青少聯賽的参赛球队。

## 历史
深圳风鹏组建于2012年1月底，以成句“大风将起，鹏程万里”而命名。球队由元深足建队元老球员范育红的南山少年足球俱乐部之9394年龄段队伍，和训练基地为班底，吸收了元深足的袁琳、陈永强等7名老將，加以數名有針對性補充的内援组成。教练组和管理层也由元深足的教练和球员如孙刚（总经理）、张军（主教练），刘建江（助教）等為主心骨。在數家低調的投資方支持下，球隊融資約600百萬元預算，注册报名参加2012年中国足球乙级联赛。
2012首赛季，球队以深圳西丽大学城体育场为主场，并提出冲甲的赛季目标。主教练张军立下軍令狀，冲甲失败，他就下課。 深圳風鵬上半賽季保持在了南區前四的總決賽入圍位置，但整體面臨攻擊力不足的問題。
二次轉會期間，張軍從天津松江租來07年由其一手從元深足梯隊提拔的得意弟子吳磊，并通過另一元深足大牌球星彭偉國的推薦，從北區班霸河北中基租來小將劉熙。兩名在母隊少有出陣機會的新援，起到了召來即戰立竿見影的奇效，成功疏通了風鵬此后的兩翼和整體攻擊。聯賽收尾階段，早早鎖定前四的深圳风鹏堅持不松懈，打出連勝佳績，主動搶得南区第二的排位，进入2012赛季中乙联赛总决赛。由于北區的青海森科在最后一輪意外搶得北區第二，風鵬避開了原本意料之中的青海艱苦客場。全國決賽階段半準決賽，風鵬兩回合穩穩拿下北京億通晉級，卻發現爭奪沖甲資格的決戰對手再次出乎意料，北區班霸河北中基被此前曾與風鵬三度交手的湖北华凯尔（季前熱身一次，聯賽兩次）斬落馬下。
半決賽首回合，風鵬在對手對于主場哨的抗議聲中在深圳取得一比零的領先。半决赛次回合在黃石，風鵬遭遇一波三折。到達黃石後的唯一一次踩場訓練，身為湖北足球爭議人物的張軍遭遇在場的當地球迷“罰酒”，整隊訓練受到些許干擾。賽前一晚深夜，當地球迷又在風鵬下榻酒店樓下燃放鞭炮，干擾球員睡眠休息。比賽當日，在黃石粗犷的賽場氛圍中，風鵬在上半場臨近結束前遭遇打擊。主力戰術中鋒楊昌鵬——一名被當地球迷視為“反戈”而敵視的湖北籍球員，在一次前場爭搶被犯規後卷入了與對方球員的衝突。當值主裁判先是罰下先有挑釁和犯規行為的華凱爾球員，然后在湖北隊教練組的抗議和施壓面前找平衡罰下了楊昌鵬。失去前場重要戰術支點的風鵬被迫退守，但仍是在常規時間終場前被扳平。加時賽下半場，拼到極限的風鵬被對手反超絕殺，两回合总比分1比2不敌，功亏一篑无缘升级。
2013赛季，率队冲甲未果的张军履行承诺下課，同樣是元深足元老的朱波成为球队的新任主教练。俱乐部应龙岗区政府的邀请，和新股东兼赞助商500.com的選擇，将主场迁至可以容纳六万人的深圳大运中心。2013年3月31日，深圳风鹏参加俱乐部历史上的首场中国足协杯比赛，但在点球决战中不敌业余球队武汉宏兴而被淘汰出局。
由于该季出现大手笔投入的新组建队伍進入竞争，所以导致尽管投入和待遇翻倍，风鹏在季初仍难以签得实力派球员，以补充上一季主力班底的大部流失。上半程赛程风鹏尽管成绩尚可仍稳处前四的位置，但是球队一直磨合不顺，难以形成章法，只能靠少数核心球员的个人能力解决比赛。教练组下定决心在半程大力引援，重组中轴线，却在下半程第一轮比赛不及磨合，便被引援更强势，实力已几乎是中甲水平班底的南区班霸梅州五华客家6比1打出建队以来最大比分落败。主帅朱波在比赛中与裁判就判罚争吵，导致其心脏旧疾不适，赛后便被管理层调离主教练职位休养，但依旧随队。班主范育红亲自上陣带队，并首次请来外教为球队体能补课。
逐渐完成磨合的新阵在击败南区主要竞争对手丽江嘉云昊后，风鹏又一次在賽季末段抢得了自行看北区排名形势，自行选擇決賽階段对手打剩下比赛的主动。联赛最后一轮對梅縣客家，賽前形勢風鵬可選擇全力爭勝奪取南區亞軍，從而避開南區冠軍梅州客家；或求平坐實南區季軍，避開北區班霸青島海牛。風鵬先是落後，最后时刻突然由有沖甲帽子戲法經歷的新援侯哲反超取勝，连续两年再夺南区亚军，选择了處于欠薪風波中的青海森科作为總決赛階段的第一個对手。深圳风鹏两回合皆以2比1的比分，總比分4比2取胜青海森科，作为南区在該輪唯一胜者进军半决赛，期间却充满风波。首回合在青海，出于裁判判罚尺度争议和安保疏忽，青海球迷一度冲入场内与风鹏的人员和遠征球迷发生冲突，赛后亦发生主场球迷围堵客队大巴的老情节。次回合回到深圳，青海森科球员和教练组又由于裁判判罚爭議而情绪失控围攻裁判，導致最终比赛因青海队史无前例地先後被罚下5名球员，按规则在66分钟比分2比1时便被判負。
風鵬再次走到沖甲的決戰當前，這一次的對手是比去年對手更為強大的青島海牛。首回合風鵬兩度對在北區保持著聯賽不敗和僅失六球傲人防守的海牛取得領先，其中在一比零領先時，還有一粒疑似入球未被判入。青島海牛憑借自身中超水平班底的攻擊陣容兩度扳平，并取得兩粒重要的客場進球，從被主帥宿茂臻稱為“全年最被動的一場球”中全身而退。次回合，風鵬在青島0比1負于志在必得的海牛，再度遺憾沖甲失敗。
2014年，由于連續兩年沖甲功虧一簣，投資方打了退堂鼓。無法落實繼續參賽預算的風鵬在3月中中乙報名前夕宣布暫時退出中乙，一線隊從而解散。俱樂部將重心回歸其第二及第三批梯隊的培養和建設，以求日後再卷土重來。